# تنگی نفس

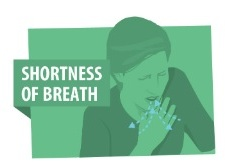
تنگی نفس

تنگی نفس دیس پنه (dyspnea / shortness of breath) یا دُش‌دَمی تنفس دشوار یا پرزحمت و کوتاه را گویند، که بیمار احساس ناخوشایند دشواری و سختی و سطحی شدن تنفس را دارد (کوتاه و سطحی بودن تنفس). این مشکل در بسیاری از بیماری‌ها از جمله کرونا (covid-19) مشاهده می‌شود و می‌تواند علل قلبی مانند نارسایی قلب، ریوی مانند آسم و عصبی مانند اضطراب داشته باشد. علل ریوی می‌تواند به دلیل انقباض نایژه‌ها و انسداد نسبی آنها مانند آسم یا افزایش التهاب و ترشحات مجاری مانند سینه‌پهلو باشد.
تنگی نفس را بیمار بیان می‌کند و مشکلی که پزشک می‌تواند مشاهده کند نیست. تند بودن تنفس یا دشوار بودن دم و بازدم (استفاده از عضلات فرعی تنفسی) چیزی است که پزشک ممکن است مشاهده کند. همچنین پزشک متخصص می‌تواند از طریق گوشی، صدای تنفس و خس خس را متوجه شود یا با اسپیرومتری تشخیص دهد.